# Juegos Olímpicos de Atenas 2004
Los Juegos Olímpicos de Atenas 2004 (oficialmente denominados Juegos de la XXVIII Olimpiada) se celebraron en Atenas (Grecia) entre el 13 y el 29 de agosto de 2004, aunque el torneo de fútbol comenzó dos días antes, el 11 de agosto. Tras su conclusión, se realizaron los XII Juegos Paralímpicos, los cuales comenzaron el 17 de septiembre, siendo realizados en la misma ciudad, y con final el 28 del mismo mes.
El evento deportivo contó con 301 pruebas en 28 deportes, que reunieron a delegados de 201 países y más de 10.625 atletas.
Las mascotas oficiales fueron Athenà y Phèvos (Αθηνα y Φοίβος), llamados así en honor de los dioses Atenea y Apolo, antiguos protectores de la ciudad.
El símbolo del evento fue la corona de laurel, dado su significado en la antigua Grecia y en sus primeros Juegos Olímpicos; por ello se impuso una corona semejante a los tres medallistas de cada prueba.

## Antecedentes

### Candidatura
Tras perder los Juegos Olímpicos del Centenario ante la estadounidense Atlanta, Atenas se vio inmersa en un proceso para ser elegida como sede de los Juegos Olímpicos. En septiembre de 1997, en Lausana, Suiza, un año después de Atlanta 1996, Atenas superó a la ciudad de Roma, Italia por 66 votos contra 41, siendo elegida para celebrar los XXVIII Juegos Olímpicos. Ciudad del Cabo en Sudáfrica, Estocolmo en Suecia y Buenos Aires en Argentina, fueron eliminadas en rondas previas.
| 106º Sesión del Comité Olímpico Internacional 5 de septiembre de 1997, Lausana, Suiza |                 |           |          |          |          |          |          |
| Ciudad                                                                                | Ciudad          | País      | Votación | Votación | Votación | Votación | Votación |
| Bandera de Grecia                                                                     | Atenas          | Grecia    | 32       | -        | 38       | 52       | 66       |
| Bandera de Italia                                                                     | Roma            | Italia    | 23       | -        | 28       | 35       | 41       |
| Bandera de Sudáfrica                                                                  | Ciudad del Cabo | Sudáfrica | 16       | 62       | 22       | 20       | -        |
| Bandera de Suecia                                                                     | Estocolmo       | Suecia    | 20       | -        | 19       | -        | -        |
| Bandera de Argentina                                                                  | Buenos Aires    | Argentina | 16       | 44       | -        | -        | -        |

Otras ciudades que se postularon para organizar los Juegos, pero que no pasaron el corte fueron Estambul (Turquía), Lille (Francia), Río de Janeiro (Brasil), San Juan (Puerto Rico), San Petersburgo (Rusia) y Sevilla (España).

## Recorrido de la Antorcha Olímpica

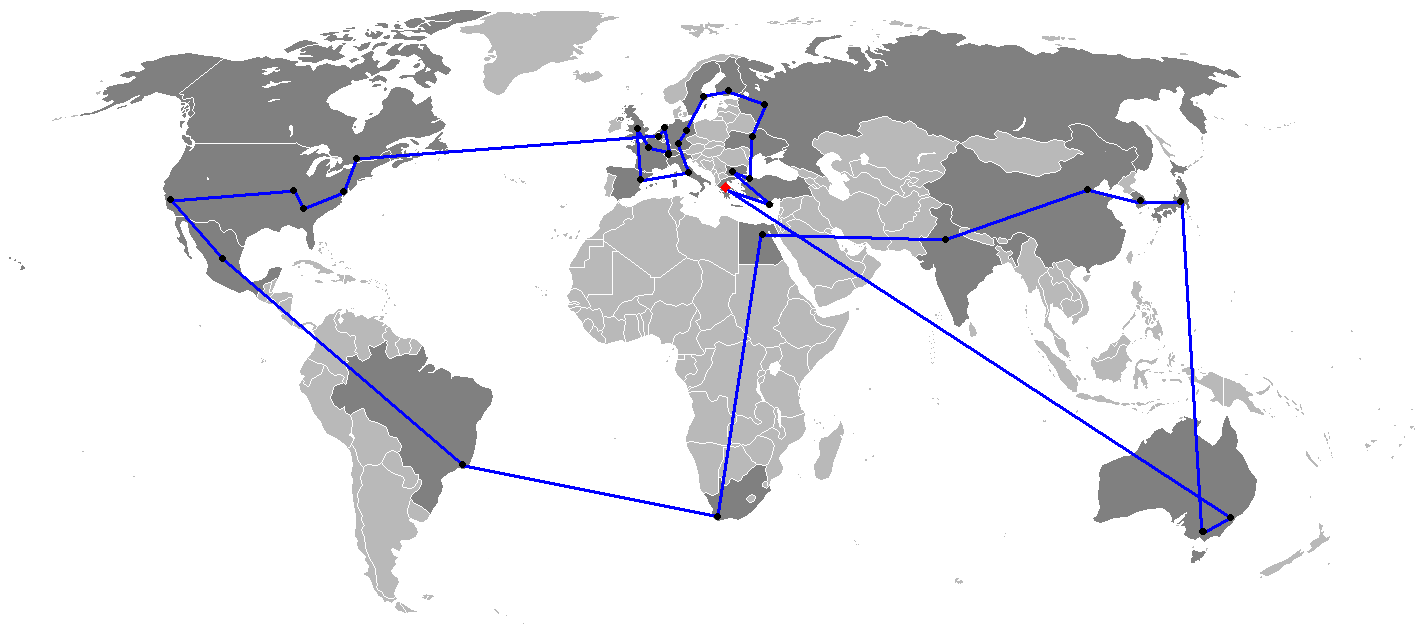
Recorrido de la antorcha olímpica

La antorcha olímpica de estos juegos visitó en 35 días 26 países de todos los continentes habitados. En total pasó por 33 ciudades de todo el mundo (entre ellas todas las sedes anteriores de los Juegos Olímpicos de verano) más su largo trayecto por numerosas localidades griegas.

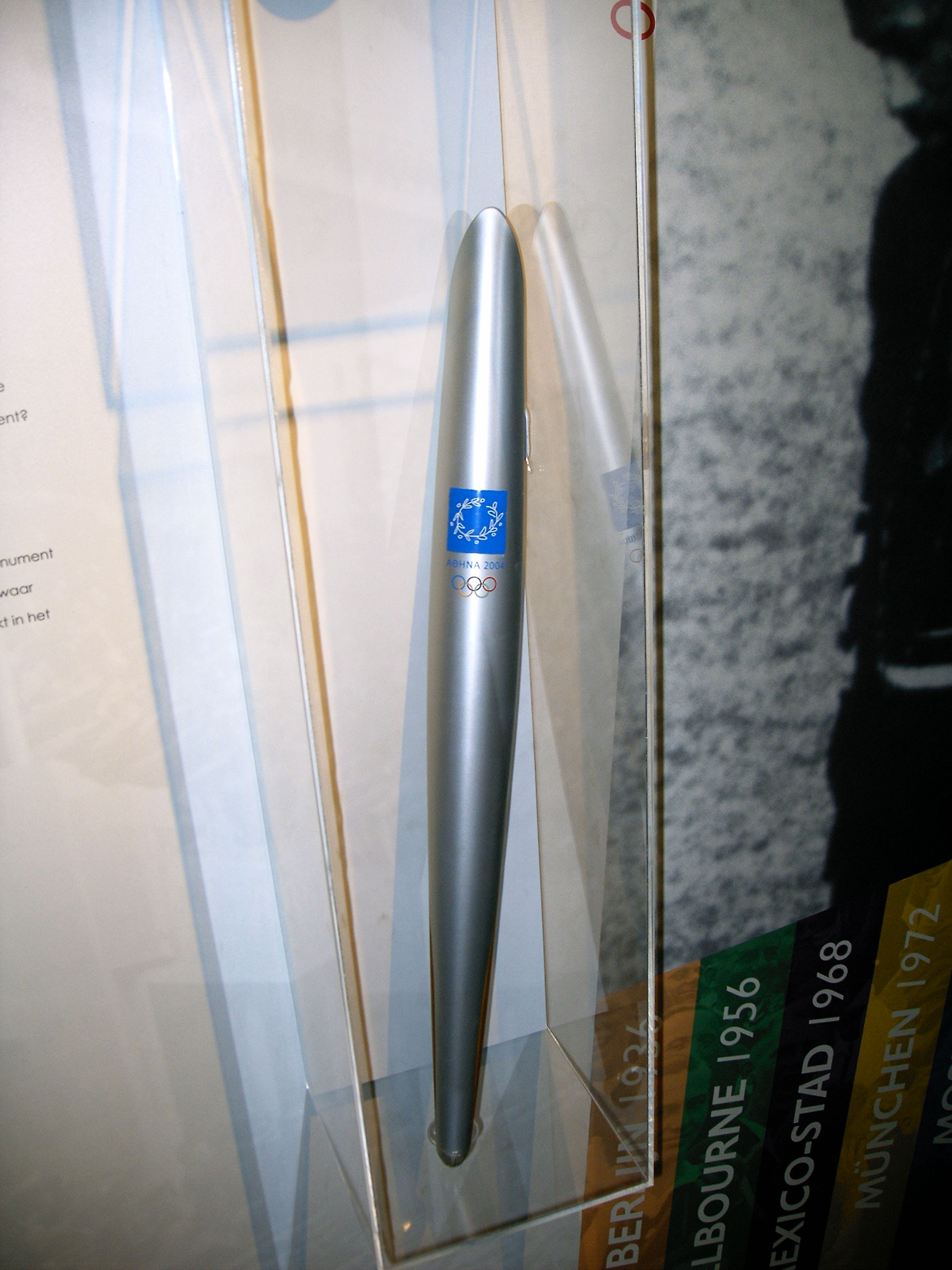
Antorcha Olímpica

El fuego olímpico fue encendido, como es tradición, el 25 de marzo en Olimpia y después de una semana de recorrido por tierras griegas y de permanecer en un pebetero especial en el estadio Panathinaiko durante 64 días, viajó a Sídney donde inició su recorrido internacional, el 4 de junio. Tras recorrer todo el mundo, el 9 de julio llegó nuevamente a Grecia y tras visitar diversas ciudades llegó el 13 de agosto, día de apertura de los juegos, al Estadio Olímpico de Atenas.
11360 relevistas recorrieron 86000 kilómetros siguiendo esta ruta:
- Grecia: Olimpia, Atenas.
- Australia: Sídney, Melbourne.
- Japón: Tokio
- : Seúl
- China: Pekín
- India: Delhi
- Egipto: El Cairo
- Sudáfrica: Ciudad del Cabo
- Brasil: Río de Janeiro
- México: Ciudad de México
- Estados Unidos: Los Ángeles, San Luis, Atlanta, Nueva York.
- Canadá: Montreal
- Bélgica: Amberes, Bruselas.
- Países Bajos: Ámsterdam
- Suiza: Lausana, Ginebra.
- Francia: París
- Reino Unido: Londres
- España: Madrid, Barcelona.
- Italia: Roma
- Alemania: Múnich, Berlín.
- Suecia: Estocolmo
- Finlandia: Helsinki
- Rusia: Moscú
- Ucrania: Kiev
- Turquía: Estambul
- Bulgaria: Sofía
- Chipre: Nicosia
- Grecia: Heraclión, Salónica, Patras, Atenas.

## Apertura

Llama olímpica en la ceremonia de apertura

La ceremonia de apertura de los XXVIII Juegos Olímpicos se llevó a cabo el 13 de agosto de 2004, en el Estadio Olímpico de Atenas, ante más de cien mil espectadores. Luego de una introducción sobre el carácter marítimo de Grecia, la cancha principal se llenó con agua simulando una gran piscina. Desde este gran lago surgieron en llamas los cinco anillos olímpicos dando inicio a una enorme puesta en escena de cientos de actores en carros alegóricos relatando la historia de Grecia, contando desde la mitología antigua hasta los tiempos actuales.
El desfile de naciones reunió a casi 11 000 atletas provenientes de 202 naciones, bajo la música del neerlandés DJ Tiësto. La delegación de Afganistán, ausente en los Juegos Olímpicos desde la llegada del movimiento talibán al poder, fue calurosamente recibida al igual que la delegación iraquí; por el contrario, la delegación de Estados Unidos fue recibida entre rechiflas como forma de repudio a la actuación de ese país en la Guerra de Irak. Las delegaciones de las dos Coreas marcharon juntas de manera simbólica dado que sus delegaciones participan de manera separada. Kiribati marchó por primera vez, tras ser aceptada en el Comité Olímpico, mientras que los representantes de Timor Oriental marcharon por primera vez bajo su bandera. La cantante islandesa Björk cantó al final de la ceremonia, antes del encendido de la flama olímpica.
La ceremonia se dio por finalizada tras el encendido de la llama olímpica, por el medallista de windsurf de los Juegos Olímpicos de Atlanta 1996, Nikolaos Kaklamanakis.

## Momentos destacados
- Los velocistas griegos Konstadinos Kederis y Ekatherini Thanou decidieron retirarse de los Juegos, después de sufrir presuntamente un accidente de moto que les tuvo hospitalizados y por el que evitaron pasar un control antidopaje.[5]

- Cuando llevaba la delantera en la prueba masculina de maratón a menos de 10 kilómetros para meta, el brasileño Vanderlei de Lima fue atacado por el sacerdote irlandés Cornelius Horan siendo arrastrado hacia la multitud. De Lima se recuperó ganando el bronce, y más tarde recibió la medalla Pierre de Coubertin por su deportividad.[6]

- La atleta británica Kelly Holmes ganó el oro en los 800 y 1500 metros.[7]

- Liu Xiang ganó el oro en los 110 metros vallas igualando el récord mundial de Colin Jackson de 1993, 12.91 segundos.[8] Esta fue la primera medalla de oro de China en atletismo masculino.

- Los Juegos de Atenas supusieron el regreso de Afganistán a las olimpiadas desde 1999 (su participación fue prohibida debido a las actitudes extremistas del régimen talibán hacia las mujeres, pero la prohibición se acabó en 2002).[cita requerida]

- El atleta marroquí Hicham El Guerrouj ganó el oro en los 1500 y 5000 metros.[9] Es la primera persona en lograr esta hazaña en los Juegos Olímpicos desde Paavo Nurmi en 1924.[10]

- Argentina obtuvo una victoria sorprendente sobre los Estados Unidos en semifinales del baloncesto masculino,[11] para luego vencer a Italia en la final (84-69).[12]

- El atleta Félix Sánchez ganó la primera medalla de oro olímpica para la República Dominicana, venciendo en los 400 metros vallas.[13]

- La kayakista alemana Birgit Fischer gana el oro en el K-4 500 metros y plata en el K-2 500 m. De este modo, se convirtió en la primera mujer en cualquier deporte en ganar medallas de oro en seis Juegos Olímpicos diferentes, la primera mujer en ganar el oro con 24 años de diferencia y la primera persona en la historia olímpica en ganar dos o más medallas en cinco Juegos diferentes.

- El nadador estadounidense Michael Phelps gana ocho medallas (seis de oro y dos de bronce), convirtiéndose en el primer atleta en ganar ocho medallas en los Juegos Olímpicos no boicoteados.

- Los tenistas chilenos Nicolás Massú y Fernando González ganaron la medalla de oro en la competición de dobles, mientras que Massú ganó el oro y González la medalla de bronce en la competición individual. La medalla del dobles, se convirtió en el primer oro en la historia olímpica chilena, que data de Atenas 1896, en tanto que las 2 medallas de Massú lo convierten hasta el día de hoy (Tokio 2020) en el único tenista en ganar oro en individuales y en dobles en una misma edición de los Juegos Olímpicos.

- La selección de fútbol de Irak obtuvo el cuarto lugar en una actuación destacable, considerando que durante años el régimen de Saddam Hussein "maltrataba" a los integrantes del equipo.[cita requerida]

## Clausura

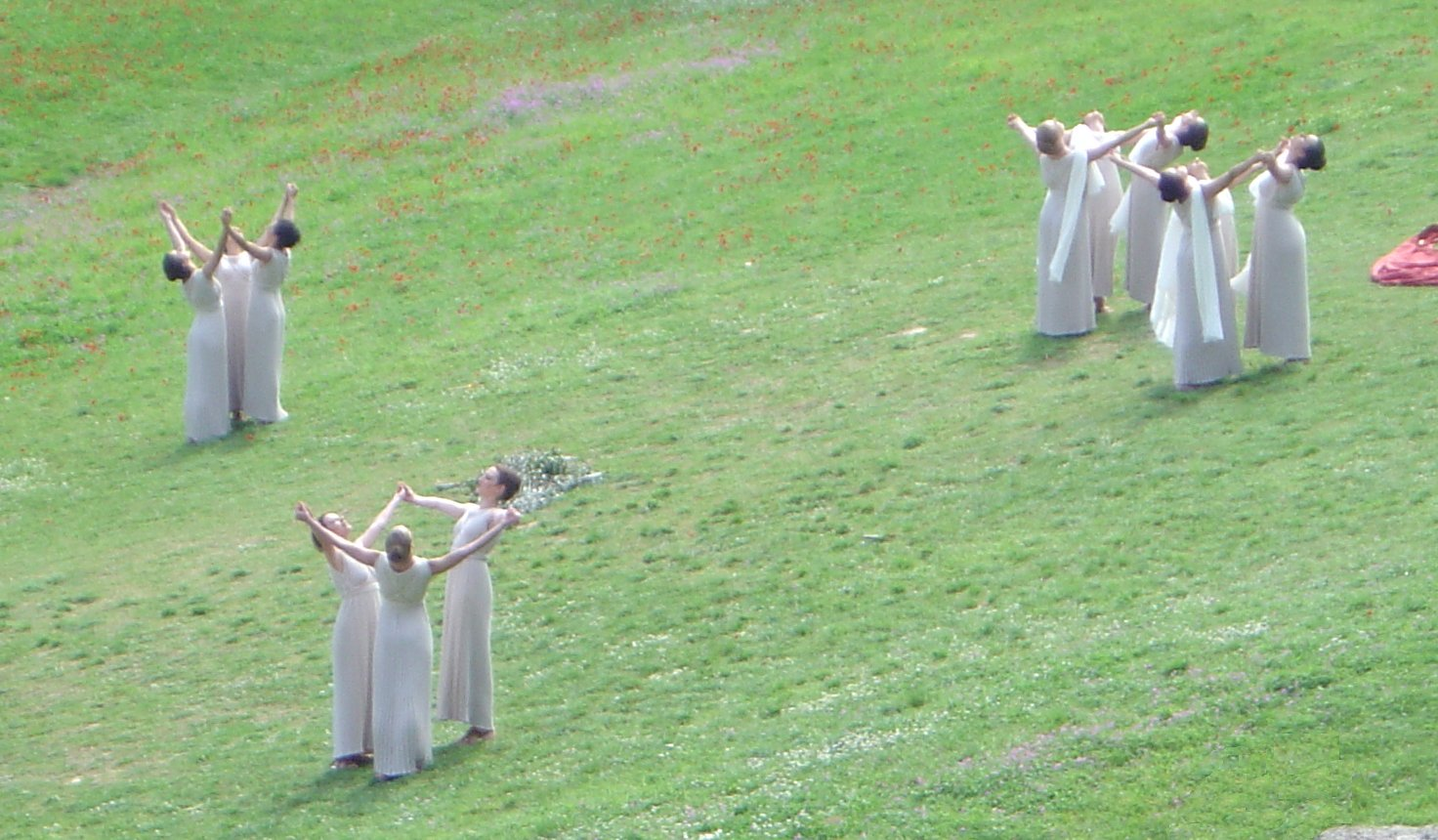
Ceremonia del encendido del fuego olímpico

Los juegos finalizaron el 29 de agosto. La ceremonia de clausura fue realizada en el Estadio Olímpico de Atenas en donde se inauguraron 16 días antes. Se estima que unos 70 000 espectadores asistieron a la ceremonia de clausura.
La ceremonia se inició con la participación de músicos griegos, entre ellos Anna Vissi, Marinella, Haris Alexiou, Elefthería Arvanitáki, Chronis Aidonidis, Dimitra Galani, Giórgos Ntaláras y Sakis Rouvas; al mismo tiempo miles de actores realizaban actuaciones con bastante humor en el terreno del estadio. Acto seguido, se realizó la entrega de premios del último evento de los juegos, el maratón masculino.
A continuación cada país participante se vio representado por un atleta que portaba su respectiva bandera, seguidos del resto de los atletas con todas las delegaciones entremezcladas.
Después de los discursos de clausura, se escucharon los himnos de Grecia y de China. El alcalde de Atenas pasó la bandera olímpica al alcalde de Pekín. Luego de una corta presentación de actores chinos se declararon oficialmente clausurados los Juegos Olímpicos de Atenas 2004.

## Deportes
En el programa olímpico de Atenas'04 se incluyeron 37 disciplinas agrupadas en 28 deportes. La siguiente lista muestra los 28 deportes mencionados, para los cuales se disputaron un total de 301 eventos:
- Atletismo
- Bádminton
- Baloncesto
- Balonmano
- Béisbol
- Boxeo
- Ciclismo:
  -  Montaña
  -  Pista
  -  Ruta
- Deportes acuáticos:
  -  Natación
  -  Natación sincronizada
  -  Saltos
  -  Waterpolo
- Equitación
- Esgrima
- Fútbol
- Gimnasia:
  -  Gimnasia artística
  -  Gimnasia rítmica
  -  Trampolín
- Halterofilia
- Hockey
- Judo
- Lucha:
  -  Lucha grecorromana
  -  Lucha libre
- Piragüismo
- Pentatlón moderno
- Remo
- Sóftbol
- Taekwondo
- Tenis
- Tenis de mesa
- Tiro con arco
- Tiro olímpico
- Triatlón
- Vela
- Voleibol
  -  Voleibol
  -  Vóley playa

## Países participantes
- Afganistán (AFG)
- Albania (ALB)
- Alemania (GER)
- Andorra (AND)
- Angola (ANG)
- Antigua y Barbuda (ANT)
- Antillas Neerlandesas (AHO)
- Arabia Saudita (KSA)
- Argelia (ALG)
- Argentina (ARG)
- Armenia (ARM)
- Aruba (ARU)
- Australia (AUS)
- Austria (AUT)
- Azerbaiyán (AZE)
- Bahamas (BAH)
- Baréin (BRN)
- Bangladés (BAN)
- Barbados (BAR)
- Bélgica (BEL)
- Belice (BIZ)
- Benín (BEN)
- Bermudas (BER)
- Bielorrusia (BLR)
- Birmania (MYA)
- Bolivia (BOL)
- Bosnia y Herzegovina (BIH)
- Botsuana (BOT)
- Brasil (BRA)
- Brunéi (BRN)
- Bulgaria (BUL)
- Burkina Faso (BUR)
- Burundi (BDI)
- Bután (BHU)
- Cabo Verde (CPV)
- Camboya (CAM)
- Camerún (CMR)
- Canadá (CAN)
- Chad (CHA)
- Chile (CHI)
- China (CHN)
- China Taipéi (TPE)
- Chipre (CYP)
- Colombia (COL)
- Comoras (COM)
- Congo (CGO)
- Corea del Norte (PRK)
- Corea del Sur (KOR)
- Costa de Marfil (CIV)
- Costa Rica (CRC)
- Croacia (CRO)
- Cuba (CUB)
- Dinamarca (DEN)
- Dominica (DMA)
- Ecuador (ECU)
- Egipto (EGY)
- El Salvador (ESA)
- Emiratos Árabes Unidos (UAE)
- Eritrea (ERI)
- Eslovaquia (SVK)
- Eslovenia (SLO)
- España (ESP)
- Estados Unidos (USA)
- Estonia (EST)
- Etiopía (ETH)
- Filipinas (PHI)
- Finlandia (FIN)
- Fiyi (FIJ)
- Francia (FRA)
- Gabón (GAB)
- Gambia (GAM)
- Georgia (GEO)
- Ghana (GHA)
- Granada (GRN)
- Grecia (GRE)
- Guam (GUM)
- Guatemala (GUA)
- Guinea (GUI)
- Guinea Ecuatorial (GEQ)
- Guinea-Bissau (GBS)
- Guyana (GUY)
- Haití (HAI)
- Honduras (HON)
- Hong Kong (HKG)
- Hungría (HUN)
- India (IND)
- Indonesia (INA)
- Irán (IRI)
- Irak (IRQ)
- Irlanda (IRL)
- Islandia (ISL)
- Islas Caimán (CAY)
- Islas Cook (COK)
- Islas Salomón (SOL)
- Islas Vírgenes Americanas (ISV)
- Islas Vírgenes Británicas (IVB)
- Israel (ISR)
- Italia (ITA)
- Jamaica (JAM)
- Japón (JPN)
- Jordania (JOR)
- Kazajistán (KAZ)
- Kenia (KEN)
- Kirguistán (KGZ)
- Kiribati (KIR)
- Kuwait (KUW)
- Laos (LAO)
- Lesoto (LES)
- Letonia (LAT)
- Líbano (LIB)
- Liberia (LBR)
- Libia (LBA)
- Liechtenstein (LIE)
- Lituania (LTU)
- Luxemburgo (LUX)
- Madagascar (MAD)
- Malasia (MAS)
- Malaui (MAW)
- Maldivas (MDV)
- Mali (MLI)
- Malta (MLT)
- Marruecos (MAR)
- Mauricio (MRI)
- Mauritania (MTN)
- México (MEX)
- Micronesia (FSM)
- Moldavia (MDA)
- Mónaco (MON)
- Mongolia (MGL)
- Mozambique (MOZ)
- Namibia (NAM)
- Nauru (NRU)
- Reino de Nepal
- Nicaragua (NCA)
- Níger (NIG)
- Nigeria (NGR)
- Noruega (NOR)
- Nueva Zelanda (NZL)
- Omán (OMA)
- Países Bajos (NED)
- Pakistán (PAK)
- Palaos (PLW)
- Palestina (PLE)
- Panamá (PAN)
- Papúa Nueva Guinea (PNG)
- Paraguay (PAR)
- Perú (PER)
- Polonia (POL)
- Portugal (POR)
- Puerto Rico (PUR)
- Qatar (QAT)
- Reino Unido (GBR)
- República Centroafricana (CAF)
- República Checa (CZE)
- República Dem. del Congo (COD)
- República Dominicana (DOM)
- República de Macedonia (MKD)
- Ruanda (RWA)
- Rumania (ROU)
- Rusia (RUS)
- Samoa (SAM)
- Samoa Americana (ASA)
- San Cristóbal y Nieves (SKN)
- San Marino (SMR)
- San Vicente y las Granadinas (VIN)
- Santa Lucía (LCA)
- Santo Tomé y Príncipe (STP)
- Senegal (SEN)
- Serbia y Montenegro (SCG)
- Seychelles (SEY)
- Sierra Leona (SLE)
- Singapur (SIN)
- Somalia (SOM)
- Sri Lanka (SRI)
- Suazilandia (SWZ)
- Sudáfrica (RSA)
- Sudán (SUD)
- Suecia (SWE)
- Suiza (SUI)
- Surinam (SUR)
- Tailandia (THA)
- Tanzania (TAN)
- Tayikistán (TJK)
- Timor Oriental (TLS)
- Togo (TOG)
- Tonga (TGA)
- Trinidad y Tobago (TRI)
- Túnez (TUN)
- Turkmenistán (TKM)
- Turquía (TUR)
- Ucrania (UKR)
- Uganda (UGA)
- Uruguay (URU)
- Uzbekistán (UZB)
- Vanuatu (VAN)
- Venezuela (VEN)
- Vietnam (VIE)
- Yemen (YEM)
- Yibuti (DJI)
- Zambia (ZAM)
- Zimbabue (ZIM)\

| Lista de naciones participantes | Lista de naciones participantes | Lista de naciones participantes |
| ------------------------------- | ------------------------------- | ------------------------------- |

## Medallero
País anfitrión (Grecia)
| Núm. | País                 | Oro | Plata | Bronce | Total |
| ---- | -------------------- | --- | ----- | ------ | ----- |
| 1    | Estados Unidos (USA) | 36  | 39    | 26     | 101   |
| 2    | China (CHN)          | 32  | 17    | 14     | 63    |
| 3    | Rusia (RUS)          | 28  | 27    | 38     | 92    |
| 4    | Australia (AUS)      | 17  | 16    | 16     | 49    |
| 5    | Japón (JPN)          | 16  | 9     | 12     | 37    |
| 6    | Alemania (GER)       | 13  | 16    | 20     | 49    |
| 7    | Francia (FRA)        | 11  | 9     | 13     | 33    |
| 8    | Italia (ITA)         | 10  | 11    | 11     | 32    |
| 9    | Corea del Sur (KOR)  | 9   | 12    | 9      | 30    |
| 10   | Reino Unido (GBR)    | 9   | 9     | 12     | 30    |
| 15   | Grecia (GRE)         | 6   | 6     | 4      | 16    |

## Sedes
Las obras de las distintas infraestructuras supusieron un quebradero de cabeza para los organizadores.

### Sedes de competición
| - Complejo Olímpico de Deportes de Atenas - Centro Olímpico de Vela Agios Kosmas - Centro Olímpico Ano Liossia - Complejo Olímpico Deportivo de Faliro - Centro Olímpico Galatsi - Complejo Olímpico Goudi - Complejo Olímpico Helliniko - Maratón, Grecia (Lugar de partida de las pruebas de maratón) - Centro Olímpico Ecuestre Markopoulo | - Centro Olímpico de Tiro Markopoulo - Centro Olímpico de Halterofilia Nikaia - Estadio Panathinaiko - Sede Olímpica de Bicicleta de Montaña de Parnitha - Estadio de la Paz y la Amistad - Centro Olímpico de Boxeo Peristeri - Centro Olímpico de Remo y Piragüismo Schinias - Centro Olímpico Vouliagmeni - Estadio antiguo de Olimpia |

Estadios de fútbol
- Estadio Kaftantzoglio, Tesalónica
- Estadio Karaiskakis, Atenas
- Estadio Pampeloponnissiako, Patras
- Estadio Pankretio, Heraklion
- Estadio Panthessaliko, Volos

### Sedes de no competición
- Aeropuerto Internacional Eleftherios Venizelos
- Centro Internacional de Radio y Televisión (IBC)
- Centro Principal de Prensa (MPC)
- Villa Olímpica

## Aspectos socioeconómicos
Los costos de los juegos ascendieron a casi 9000 millones de euros. Sin embargo, el impacto a largo plazo de los juegos no ha salido como se tenía previsto. Muchas de las instalaciones han quedado abandonadas y el país se endeudó fuertemente.